# Pseudostegana atrofrons
Pseudostegana atrofrons är en tvåvingeart som beskrevs av Chen och Masanori Joseph Toda 2005. Pseudostegana atrofrons ingår i släktet Pseudostegana och familjen daggflugor. Inga underarter finns listade i Catalogue of Life.